# Maximilien Luce
Maximilien Luce (13. března 1858 Paříž – 6. února 1941 Paříž) byl francouzský malíř a grafik.
Narodil se v chudé rodině na Montparnasse, vyučil se dřevorytcem a po čtyřleté vojenské službě vystudoval Académie Suisse. Tvořil v duchu postimpresionismu a pointilismu, vystavoval na Salonu nezávislých, přátelil se s Georgesem Seuratem a Camillem Pissarrem, patřil ke skupině umělců spjatých s městem Lagny-sur-Marne. Je autorem více než dvou tisíc obrazů.
Byl stoupencem anarchismu, spolupracoval jako ilustrátor s časopisem La Guerre sociale a v jeho tvorbě se často objevují společenskokritické náměty, zobrazoval průmyslové krajiny nebo chudinské městské čtvrti. V roce 1894 byl po atentátu na prezidenta Marie François Sadi Carnota pro své názory krátce vězněn. V roce 1934 se stal předsedou Société des Artistes Indépendants, na funkci rezignoval v roce 1940 na protest proti vylučování židovských členů.

## Galerie

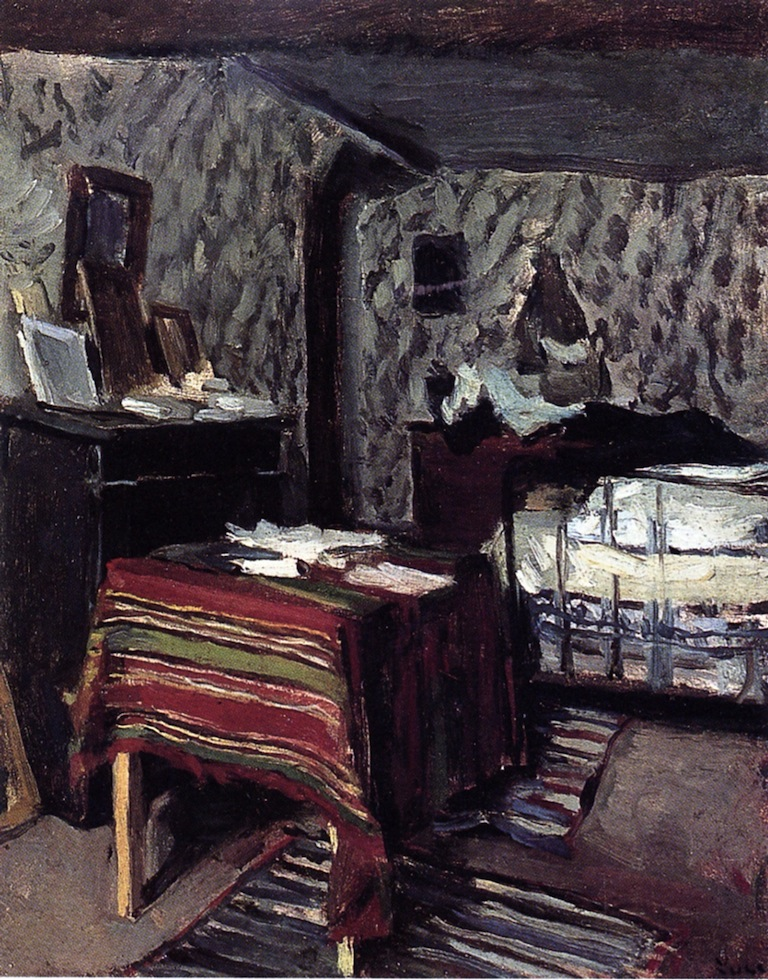
Umělcův pokoj, 1878
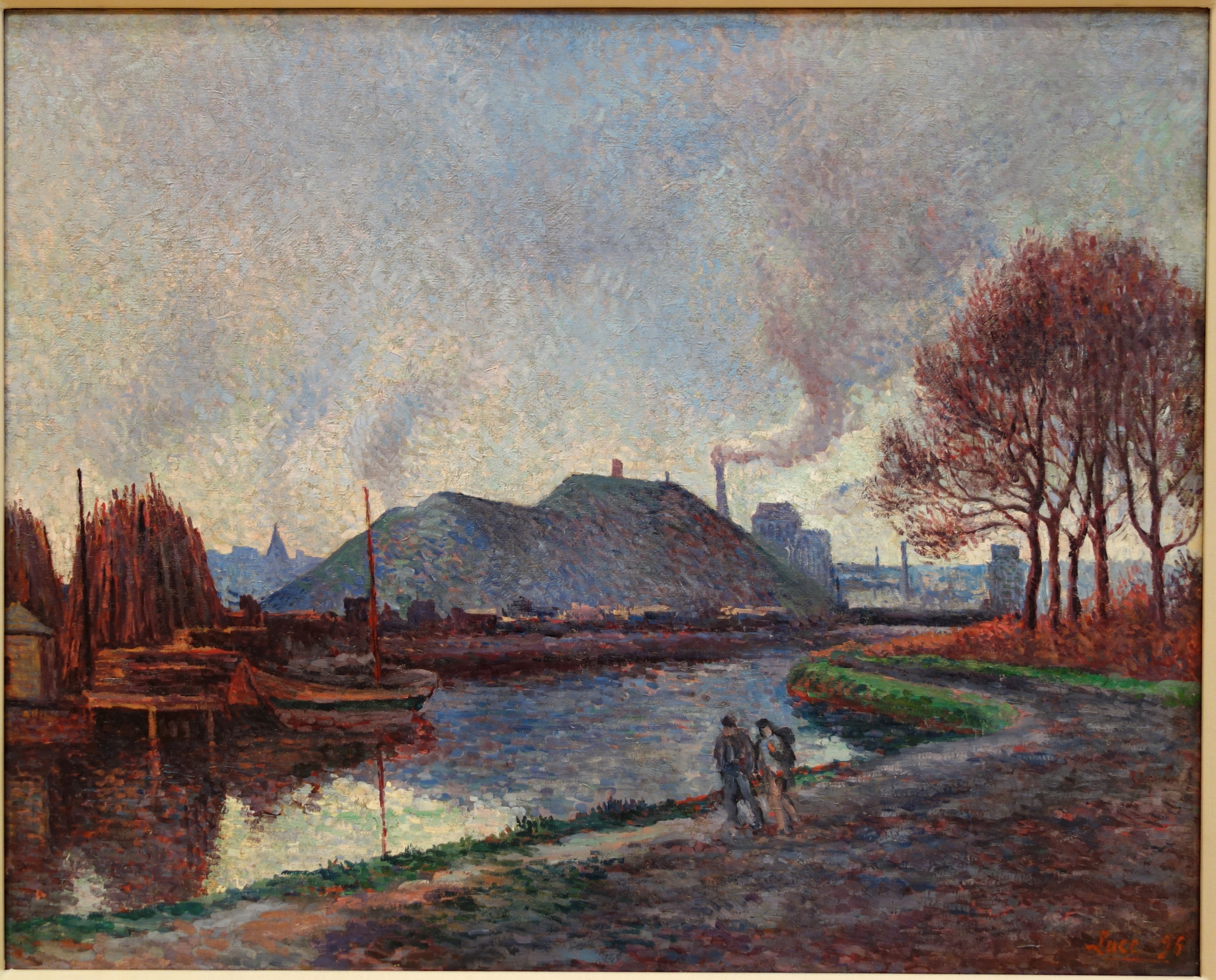
Řeka Sambre v Charleroi, 1896
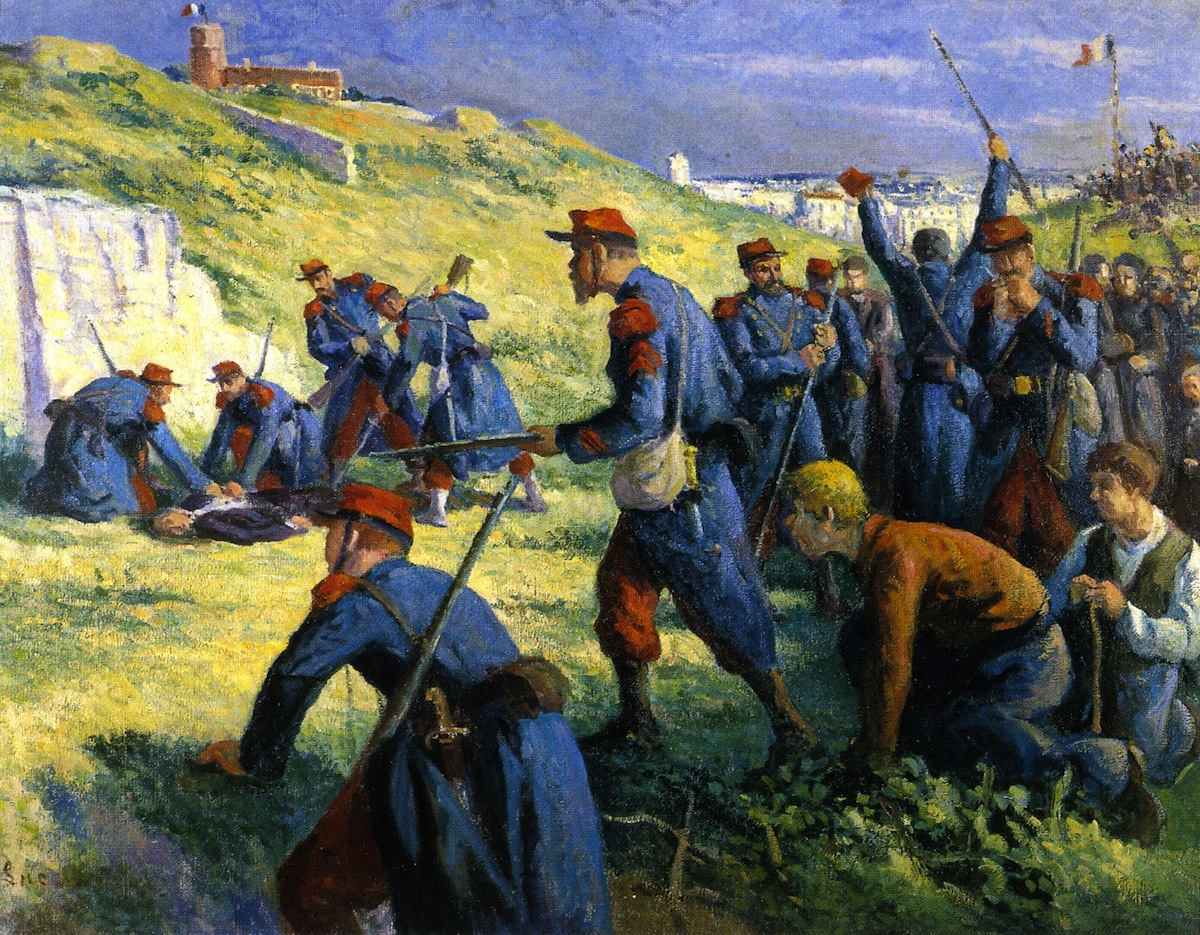
Poprava Varlina, 1914–17